# Корнеев (Чечня)
Корне́ев (чечен. Корнеев-КIотар) — хутор в Наурском районе Чеченской Республики. Входит в Новотерское сельское поселение.

## География
Расположен на северо-востоке от райцентра станицы Наурской. Наряду с сёлами Песчаное и Рунное, которые находятся восточнее, в соседнем Шелковском районе, является самым северным населённым пунктом Чечни.
Административный центр Новотерского сельского поселения, в состав которого входит Корнеев, село Новотерское, находится по отношению к хутору далеко на юге. Территория Новотерского сельского поселения до 2019 года фактически разбивалась территорией Калиновского сельского поселения (административный центр — станица Калиновская) на две не связанные друг с другом части — северную (основная территория сельского поселения, вместе с хутором Корнеев; была расположена на самом севере Наурского района) и южную (небольшая по площади часть, вместе с селом Новотерское). В 2019 году северный участок территории Новотерского сельского поселения был передан в состав Калиновского СП, однако сам хутор Корнеев по-прежнему числится в составе Новотерского СП.
Ближайшие населённые пункты: на северо-западе — посёлок Южанин (Ставропольский край), на юго-востоке — хутор Селиванкин, на юго-западе — хутор Майорский, на востоке — село Песчаное.
Южнее хутора Корнеев находится озеро Генеральское, одно из нескольких крупных озёр Наурского района, ранее являвшееся особо охраняемой природной территорией республиканского значения.

## История
По состоянию на 1926 год хутор Корнеев относился к Калиновскому сельсовету Наурского района Терского округа Северо-Кавказского края. Согласно переписи населения 1926 года, на хуторе проживало 9 человек, все — великороссы:320.
На 1 января 1990 года хутор Корнеев входил в состав Мекенского сельсовета Наурского района Чечено-Ингушской АССР.

## Население
| 1926 | 1990 | 2002 | 2010 | 2021 |
| ---- | ---- | ---- | ---- | ---- |
| 9    | ↗118 | ↗596 | ↘284 | ↘198 |

По данным переписи 2002 года, на хуторе проживало 596 человек (297 мужчин и 299 женщин), 99 % населения составляли чеченцы. По данным переписи 2010 года, 100 % населения составляли чеченцы.